# Джикія Георгій Тамазович
Георгій Джикія (рос. Георгий Джикия, нар. 21 листопада 1993, Москва, Росія) — російський футболіст грузинського походження, захисник клубу «Спартак» (Москва), а також національної збірної Росії. Чемпіон Росії.
ФІФА назвало його одним з трьох найталановитіших молодих футболістів Росії напередодні Кубка конфедерацій 2017 року.

## Клубна кар'єра

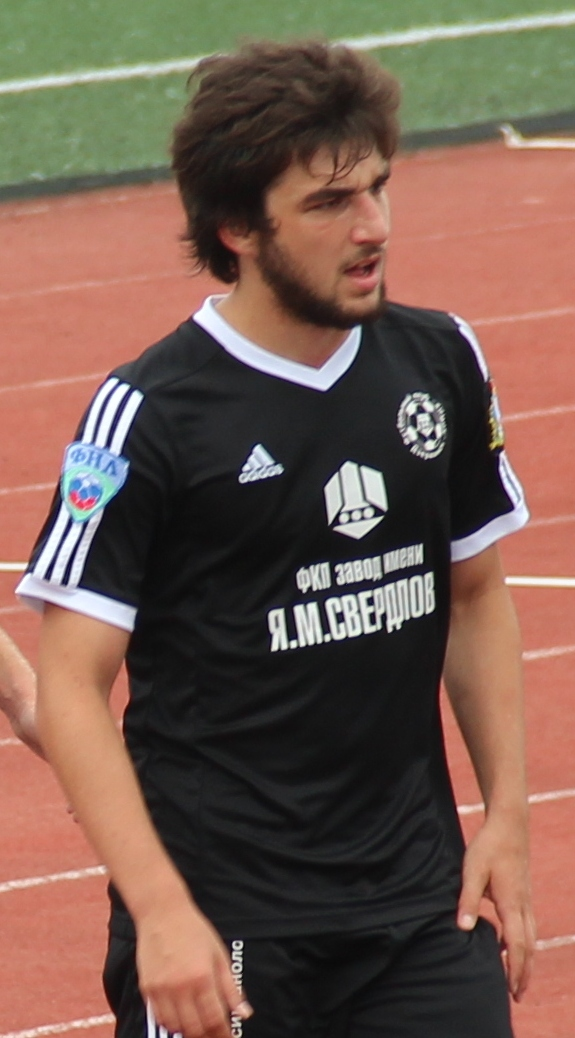
Джикія в складі «Хіміка»

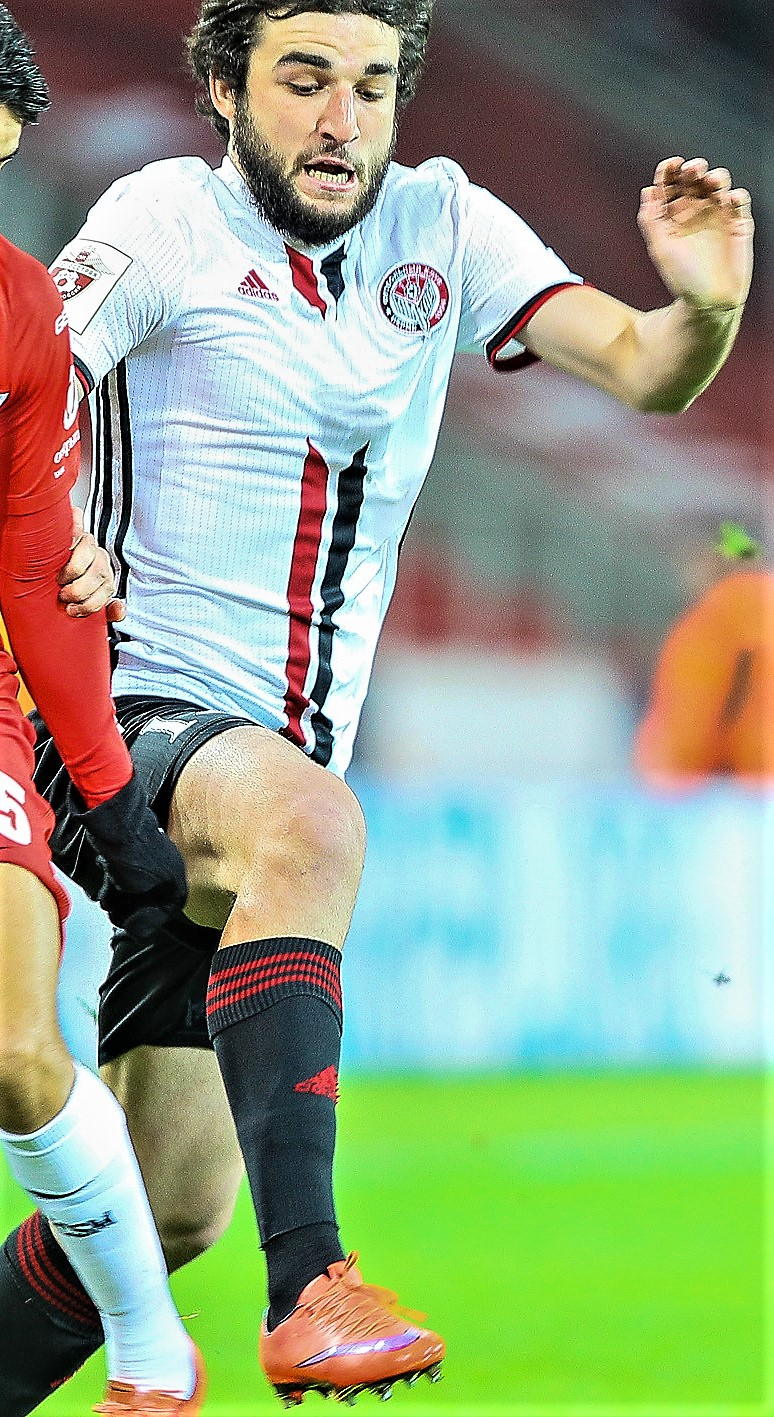
Джикия в складі «Амкара»

Народився 21 листопада 1993 року в місті Москва, але незабаром родина переїхала в підмосковну Балашиху. Там, у віці 6 років, почав займатися футболом у школі «Вікторія», одночасно навчаючись у загальноосвітній школі. У 10 років перейшов у футбольну школу московського «Локомотива». 2011 року підписав професійний контракт з клубом, виступаючи за «Локомотив-2». На початку 2014 року в пошуках ігрової практики Джикія перейшов в «Спартак-Нальчик». 9 березня в матчі проти «СКА-Енергії» дебютував у Першості ФНЛ.
Влітку того ж року перейшов у дзержинський «Хімік», дебютував 6 липня в матчі проти «Крил Рад». 18 березня 2015 року в поєдинку проти «Тосно» забив перший гол за «Хімік».
2015 року перейшов у пермський «Амкар». 1 серпня в матчі проти «Крил Рад» дебютував у Прем'єр-лізі, замінивши в другому таймі Бранко Йовічича. 22 серпня в матчі проти столичного «Спартака» вперше вийшов в основному складі. Головний тренер пермяків Гаджієв так висловився щодо його дебютної гри: «Джикія провів хороший матч. Він втомився на своїй позиції, виконав великий обсяг роботи. Футболіст з хорошим потенціалом, йому важко пробитися до складу, адже грає Занєв. Він провів нормальний матч». 15 квітня 2016 року в матчі проти «Мордовії» забив свій перший м'яч за клуб, а в сезоні 2016/17 років забив другий м'яч за «Амкар» в матчі з ЦСКА.
Наприкінці 2016 року з'явилася інформація, що Джикія може перейти з «Амкара» в московський «Спартак». Також інтерес проявили казанський «Рубін» і ще один неназваний московський клуб. 26 грудня Джикія підписав контракт зі «Спартаком». Сума трансферу склала 150 млн рублів. 9 квітня в матчі проти «Уфи» він дебютував за нову команду. Відтоді встиг відіграти за московських спартаківців 8 матчів у національному чемпіонаті.

## Виступи за збірну
Після завершення чемпіонату сезону 2016/17 років був викликаний Станіславом Черчесовим у збірну Росії для підготовки до Кубку конфедерацій. Дебютував за збірну 5 червня 2017 року матчі зі збірною Угорщини.

## Статистика виступів
Станом на 21 травня 2017
| Клуб                 | Сезон   | Чемпіонат | Чемпіонат | Кубок | Кубок | Єврокубки | Єврокубки | Інші  | Інші | Загалом | Загалом |
| Клуб                 | Сезон   | Матчі     | Голи      | Матчі | Голи  | Матчі     | Голи      | Матчі | Голи | Матчі   | Голи    |
| -------------------- | ------- | --------- | --------- | ----- | ----- | --------- | --------- | ----- | ---- | ------- | ------- |
| Локомотив-2          | 2011/12 | 22        | 0         | 2     | 0     | 0         | 0         | 0     | 0    | 24      | 0       |
| Локомотив-2          | 2012/13 | 21        | 1         | 2     | 0     | 0         | 0         | 0     | 0    | 23      | 1       |
| Локомотив-2          | 2013/14 | 21        | 1         | 0     | 0     | 0         | 0         | 0     | 0    | 21      | 1       |
| Локомотив-2          | Загалом | 64        | 2         | 4     | 0     | 0         | 0         | 0     | 0    | 66      | 2       |
| Спартак-Нальчик      | 2013/14 | 8         | 0         | 0     | 0     | 0         | 0         | 0     | 0    | 8       | 0       |
| «Хімік» (Дзержинськ) | 2014/15 | 31        | 2         | 2     | 0     | 0         | 0         | 0     | 0    | 33      | 2       |
| Амкар                | 2015/16 | 22        | 2         | 3     | 1     | 0         | 0         | 0     | 0    | 25      | 3       |
| Амкар                | 2016/17 | 16        | 1         | 1     | 0     | 0         | 0         | 0     | 0    | 17      | 1       |
| Амкар                | Итого   | 38        | 3         | 4     | 1     | 0         | 0         | 0     | 0    | 42      | 4       |
| Спартак (Москва)     | 2016/17 | 8         | 0         | 0     | 0     | 0         | 0         | 0     | 0    | 8       | 0       |
| Усього за кар'єру    |         | 151       | 141       | 7     | 10    | 1         | 151       | 8     | 0    | 0       | 8       |

## Титули й досягнення
- Чемпіон Росії (1):

«Спартак» (Москва): 2016-17
- Володар Суперкубка Росії (1):

«Спартак» (Москва): 2017
- Володар Кубка Росії (1):

«Спартак» (Москва): 2021-22
Індивідуальні
- Лауреат національної премії РФС «33 найкращих гравця сезону» — (1): 2016/17 (№ 2)[15].